# Platydesmus mexicanus
Platydesmus mexicanus är en mångfotingart som beskrevs av Jean-Henri Humbert och Henri Saussure 1869. Platydesmus mexicanus ingår i släktet Platydesmus och familjen Platydesmidae. Inga underarter finns listade i Catalogue of Life.